# Canton d'Arras-Nord
Le canton d'Arras-Nord est une ancienne division administrative française située dans le département du Pas-de-Calais et la région Nord-Pas-de-Calais.

## Géographie

Le Canton d'Arras-Nord dans l'arrondissement d'Arras

## Représentation

### conseillers généraux de 1833 à 2015
| Période | Période      | Identité                             | Étiquette             | Qualité |
| ------- | ------------ | ------------------------------------ | --------------------- | --- |
| 1833    | 1848         | Jacques-François Dudouit (1772-1861) |                       | Juge au tribunal civil Maire d'Arras (1830-1837)                                                                                                  |
| 1848    | 1871         | Hippolyte Plichon (1803-1887)        | Droite                | Médecin - Maire d'Arras (1848-1870) Député (1849-1851), propriétaire du château de Beaurainville                                                  |
| 1871    | 1878 (décès) | Eugène Lenglet (1811-1878)           | Républicain           | Avocat à Arras, ancien Préfet |
| 1878    | 1898         | Emile Honoré Legrellé (1824-1899)    | Républicain           | Banquier Maire d'Arras (1884-1899) |
| 1898    | 1903 (décès) | Adolphe Lenglet                      | Républicain           | Avocat, maire d'Arras (1899-1903), conseiller d'arrondissement                                                                                    |
| 1903    | 1928         | Amédée Doutremépuich (1854-1928)     | Républicain           | Minotier, brasseur, Président des brasseurs du Nord Propriétaire à Arras Maire de Saint-Laurent-Blangy (1896-1925), conseiller d'arrondissement   |
| 1928    | 1940         | Henri Brassart                       | Rad.ind.              | Médecin à Arras Conseiller municipal d'Arras (1920-1929) Nommé conseiller départemental en 1943                                                   |
|         |              |                                      |                       | |
| 1943    | 1945         | Alfred Devillers                     | ?                     | Directeur du Crédit Agricole du Nord Ancien conseiller d'arrondissement, adjoint au maire d'Arras Nommé conseiller départemental en 1943          |
|         |              |                                      |                       | |
| 1945    | 1949         | Georges Auphelle                     | SFIO                  | Directeur de l'office départemental des anciens combattants et victimes de guerre Adjoint au Maire d'Arras                                        |
| 1949    | 1961         | Jean Lefranc                         | RPF puis ARS puis CNI | Bâtonnier de l'ordre des avocats Conseiller municipal d'Arras Député (1951-1958)                                                                  |
| 1961    | 1967         | Roger Poudonson                      | MRP                   | Secrétaire, Louez-lès-Duisans Sénateur (1965-1992)                                                                                                |
| 1967    | 1979         | Léon Fatous                          | SFIO-PS               | Directeur commercial Maire d'Arras de 1975 à 1995 Député Européen de 1984 à 1989 Sénateur de 1992 à 2001 Elu en 1982 dans le Canton d'Arras-Ouest |
| 1979    | 1992         | Jean-Marie Truffier                  | UDF-CDS               | Médecin généraliste Maire de Marœuil (1971-1983 et 1989-2001) Élu en 1992 dans le Canton de Dainville                                             |
| 1992    | 2011         | Jean-Pierre Deleury                  | PS puis MDC puis PS   | Professeur de collège Maire de Saint-Laurent-Blangy                                                                                               |
| 2011    | 2015         | Nicolas Desfachelle                  | PS puis DVG           | Directeur de cabinet du Maire de Saint-Laurent-Blangy                                                                                             |

### Conseillers d'arrondissement (de 1833 à 1940)
| Période                                  | Période          | Identité                         | Étiquette   | Qualité |
| ---------------------------------------- | ---------------- | -------------------------------- | ----------- | --- |
| 1833                                     | 1836             | Jean Baptiste Deladerrière-Huret |             | Ancien notaire, conseiller municipal d'Arras                                                                       |
|                                          |                  |                                  |             | |
| 1842                                     | 1848             | Jean-Baptiste Deladerrière-Huret |             | Propriétaire à Arras                                                                                               |
| 1848                                     |                  | Louis Hovine                     |             | Avocat |
|                                          |                  |                                  |             | |
| 1883                                     | 1898             | Adolphe Lenglet (1856-1903)      | Républicain | Avocat, adjoint au maire d'Arras                                                                                   |
| 1898                                     | 1903 (démission) | Amédée Doutremépuich (1854-1928) | Républicain | Minotier, brasseur, Président des brasseurs du Nord Propriétaire à Arras Maire de Saint-Laurent-Blangy (1896-1925) |
| 1903                                     | 1904             | siège vacant                     |             | |
| 1904                                     | 1919             | Émile Frémy-Tourtois (1841-?)    | Républicain | Brasseur et malteur, propriétaire à Arras                                                                          |
| 1919                                     | 1931             | Benoit Gernez                    | Radical     | Médecin, maire d'Acq                                                                                               |
| 1931                                     | 1934 (décès)     | Léon Ducatez                     | SFIO        | Conseiller municipal d'Arras                                                                                       |
| 18 novembre 1934                         | 1937             | Alfred Devillers (1885-1959)     | FR          | Directeur du Crédit Agricole du Nord Adjoint au maire d'Arras                                                      |
| 1937                                     | 1940             | Henri Degroote                   | SFIO        | Peintre-décorateur à Arras                                                                                         |
| 1940                                     |                  |                                  |             | Les conseils d'arrondissement ont été suspendus par la loi du 12 octobre 1940 et n'ont jamais été réactivés        |
| Les données manquantes sont à compléter. |                  |                                  |             | |

## Composition
Le canton d'Arras-Nord groupe 4 communes et compte 19 522 habitants (recensement de 1999 sans doubles comptes).
| Communes             | Population (2012) | Code postal | Code Insee |
| -------------------- | ----------------- | ----------- | ---------- |
| Arras                | 40 590 (1)        | 62000       | 62041      |
| Athies               | 930               | 62223       | 62042      |
| Saint-Laurent-Blangy | 5 578             | 62223       | 62753      |
| Saint-Nicolas        | 5 659             | 62223       | 62764      |

(1) fraction de commune.

## Démographie
| 1962 | 1968 | 1975 | 1982 | 1990   | 1999   | 2006   | 2011   | 2012   |
| ---- | ---- | ---- | ---- | ------ | ------ | ------ | ------ | ------ |
| -    | -    | -    | -    | 19 313 | 19 522 | 18 989 | 20 029 | 20 334 |